# Santiago Buitrago
Santiago Buitrago Sánchez (* 26. September 1999 in Bogotá) ist ein kolumbianischer Radrennfahrer.

## Werdegang
Buitrago kam im Alter von 11 Jahren durch seinen Vater zum Radsport. Als Junior wurde er durch ein von Esteban Chaves gegründetes Nachwuchsprojekt gefördert und machte 2019 den Sprung nach Italien, wo er für das Amateurteam Cinelli fuhr. Seine Leistungen fielen bei Bahrain Victorious auf, die ihm ab 2020 einen Vertrag anboten. Buitrago beschrieb den Sprung von Amateurrennen in ein UCI WorldTeam als „wie in eine andere Welt“.
In seiner ersten Saison für Bahrain fuhr Buitrago mit der Vuelta a España 2020 sogleich eine Grand Tour. 2021 wurde er unter anderem Gesamtachter der Burgos-Rundfahrt und gewann die Bergwertung der Settimana Ciclistica Italiana.
Zum Beginn der Saison 2022 gewann Buitrago im Zweiersprint nach einem Schlussanstieg von 1.600 Meter die 2. Etappe der Saudi Tour und damit seinen ersten internationalen Wettbewerb. Zudem wurde er Gesamtzweiter der Rundfahrt. Beim Giro d’Italia 2022 belegte er bei der Bergankunft der 15. Etappe hinter dem Solisten Giulio Ciccone den zweiten Platz und gewann wenige Tage später die 17. Etappe, nachdem er sich im Schlussanstieg von seinen letzten Begleitern einer frühen Ausreißergruppe, trotz eines Sturzes, absetzen konnte. Er wurde schließlich Gesamtzwölfter bei seiner zweiten Grand Tour. Nachdem er bei der Burgos-Rundfahrt einen weiteren Sieg feierte, startete er auch bei der Vuelta a España 2022, die er jedoch nach der 11. Etappe aufgab.
In der Saison 2023 fuhr er zunächst sowohl aufs Podium der Saudi Tour und Andalusien-Rundfahrt, ehe er Dritter bei Lüttich–Bastogne–Lüttich wurde, einem Monument des Radsports. Im Mai gewann er die Bergankunft der 19. Etappe des Giro d’Italia mit Ziel an den Drei Zinnen. Bei der Vuelta a España 2023 beendete er erstmals eine Grand Tour in den Top 10 der Gesamtwertung.
Zu Beginn der Saison 2024 wurde Buitrago hinter Brandon McNulty Gesamtzweiter der Valencia-Rundfahrt und sicherte sich so die Nachwuchswertung des spanischen Etappenrennens. Bei Paris–Nizza setzte er sich auf der vierten Etappe rund 20 Kilometer vor dem Ziel gemeinsam mit Lucas Plapp vom Hauptfeld ab und siegte im Anschluss auf dem Mont Brouilly. Nach Platz elf bei der Baskenland-Rundfahrt und dem Critérium du Dauphiné wurde er als Kapitän der Bahrain Victorious Mannschaft für die Tour de France bestätigt. Bei dieser rückte er nach dem Abschlusszeitfahren von Nizza auf den zehnten Gesamtrang vor. Im Anschluss bestritt er das Straßenrennen der Olympischen Spiele von Paris und belegte als bester Kolumbianer den 19. Rang.
Im Jahr 2025 gewann er bei der Valencia-Rundfahrt zwei Etappen und übernahm nach einem späten Angriff auf dem vierten Abschnitt die Gesamtführung. Diese gab er bis zum Ende der Rundfahrt nicht mahr ab und sicherte sich so im Alter von 25 Jahren seinen ersten Gesamtsieg bei einem Etappenrennen. 

## Erfolge
2021
- Bergwertung Settimana Ciclistica Italiana

2022
- eine Etappe Saudi Tour
- eine Etappe Giro d’Italia
- eine Etappe Vuelta a Burgos

2023
- Nachwuchswertung Saudi Tour
- eine Etappe Giro d’Italia

2024
- Nachwuchswertung Valencia-Rundfahrt
- eine Etappe Paris–Nizza

2025
- Gesamtwertung, Punktewertung und zwei Etappen Valencia-Rundfahrt

## Wichtige Platzierungen
| Grand Tour            | 2020 | 2021 | 2022 | 2023 | 2024 | 2025 |
| --------------------- | ---- | ---- | ---- | ---- | ---- | ---- |
| Giro d’ItaliaGiro     | –    | –    | 12   | 13   | –    | –    |
| Tour de FranceTour    | –    | –    | –    | –    | 10   | 40   |
| Vuelta a EspañaVuelta | 53   | –    | DNF  | 10   | –    |      |

| Monument                 | 2020 | 2021 | 2022 | 2023 | 2024 |
| ------------------------ | ---- | ---- | ---- | ---- | ---- |
| Mailand–Sanremo          | –    | –    | –    | –    | –    |
| Flandern-Rundfahrt       | –    | –    | –    | –    | –    |
| Paris–Roubaix            | –    | –    | –    | –    | –    |
| Lüttich–Bastogne–Lüttich | DNF  | –    | –    | 3    | 41   |
| Lombardei-Rundfahrt      | –    | 101  | –    | 32   | 86   |